# Bahrein op de Olympische Zomerspelen 1988
Bahrein nam deel aan de Olympische Zomerspelen 1988 in Seoul, Zuid-Korea. Het was de tweede olympische deelname van het land uit het Midden-Oosten.

## Deelnemers

### Atletiek
| Olympiër            | Discipline             | Resultaat | Prestatie               |
| ------------------- | ---------------------- | --------- | ----------------------- |
| Khalid Goma         | 100m (m)               | 69e       | serie 7: 5e in 10,80    |
| Ahmed Hamada Jassim | 400m horden (m)        | 29e       | serie 5: 6e in 51,34    |
| Abdullah Al-Doseri  | 3000m steeplechase (m) | 29e       | serie 3: 11e in 9.10,85 |

### Moderne vijfkamp
| Olympiër                                                    | Discipline | Resultaat | Prestatie |
| ----------------------------------------------------------- | ---------- | --------- | --- |
| Ahmed Al Doseri                                             | mannen     | 47e       | paardensport: 51e met 856 punten schermen: 39e met 735 punten zwemmen: 61e met 1020 punten schietsport: 40e met 890 punten atletiek: 14e met 1180 punten totaal: 4641 punten    |
| Saleh Farhan                                                | mannen     | 47e       | paardensport: 50e met 824 punten schermen: 18e met 847 punten zwemmen: 51e met 1112 punten schietsport: 62e met 736 punten atletiek: 27e met 1041 punten totaal: 4641 punten    |
| Abdul Rahman Khalid                                         | mannen     | 52e       | paardensport: 59e met 628 punten schermen: 56e met 650 punten zwemmen: 57e met 1088 punten schietsport: 1e met 1088 punten atletiek: 37e met 1048 punten totaal: 4502 punten    |
| Saleh Sultan Faraj Abdul Rahman Jassim Nabeel Saleh Mubarak | team (m)   | 15e       | paardensport: 15e met 2268 punten schermen: 14e met 2232 punten zwemmen: 18e met 3220 punten schietsport: 11e met 2714 punten atletiek: 8e met 3309 punten totaal: 13743 punten |

### Schermen
| Olympiër                                         | Discipline     | Resultaat | Prestatie                                                   |
| ------------------------------------------------ | -------------- | --------- | ----------------------------------------------------------- |
| Ahmed Al Doseri                                  | degen (m)      | 69e       | 1e ronde groep 14: 6e                                       |
| Saleh Farhan                                     | degen (m)      | 68e       | 1e ronde groep 13: 6e                                       |
| Abdul Rahman Khalid                              | degen (m)      | 66e       | 1e ronde groep 12: 6e                                       |
| Ahmed Al Doseri Saleh Farhan Abdul Rahman Khalid | degen team (m) | 16e       | 1e ronde groep 6: 3e V van Zweden: 3-9 V van Hongarije: 1-9 |

Afghanistan · Algerije · Amerikaanse Maagdeneilanden · Amerikaans-Samoa · Andorra · Angola · Antigua en Barbuda · Argentinië · Aruba · Australië · Bahama’s · Bahrein · Bangladesh · Barbados · België · Belize · Benin · Bermuda · Bhutan · Birma · Bolivia · Bondsrepubliek Duitsland · Botswana · Brazilië · Britse Maagdeneilanden · Brunei · Bulgarije · Burkina Faso · Canada · Centraal-Afrikaanse Republiek · Chili · China · Chinees Taipei · Colombia · Congo-Brazzaville · Cookeilanden · Costa Rica · Cyprus · Denemarken · Djibouti · Dominicaanse Republiek · Duitse Democratische Republiek · Ecuador · Egypte · El Salvador · Equatoriaal-Guinea · Fiji · Filipijnen · Finland · Frankrijk · Gabon · Gambia · Ghana · Grenada · Griekenland · Groot-Brittannië · Guam · Guatemala · Guinee · Guyana · Haïti · Honduras · Hongarije · Hongkong · Ierland · IJsland · India · Indonesië · Irak · Iran · Israël · Italië · Ivoorkust · Jamaica · Japan · Joegoslavië · Jordanië · Kaaimaneilanden · Kameroen · Kenia · Koeweit · Laos · Lesotho · Libanon · Liberia · Libië · Liechtenstein · Luxemburg · Malawi · Malediven · Maleisië · Mali · Malta · Marokko · Mauritanië · Mauritius · Mexico · Monaco · Mongolië · Mozambique · Nederland · Nederlandse Antillen · Nepal · Nieuw-Zeeland · Niger · Nigeria · Noord-Jemen · Noorwegen · Oeganda · Oman · Oostenrijk · Pakistan · Panama · Papoea-Nieuw-Guinea · Paraguay · Peru · Polen · Portugal · Puerto Rico · Qatar · Roemenië · Rwanda · Saint Vincent en de Grenadines · Salomonseilanden · Samoa · San Marino · Saoedi-Arabië · Senegal · Sierra Leone · Singapore · Soedan · Somalië · Sovjet-Unie · Spanje · Sri Lanka · Suriname · Swaziland · Syrië · Tanzania · Thailand · Togo · Tonga · Trinidad en Tobago · Tsjaad · Tsjecho-Slowakije · Tunesië · Turkije · Uruguay · Vanuatu · Venezuela · Verenigde Arabische Emiraten · Verenigde Staten · Vietnam · Zaïre · Zambia · Zimbabwe · Zuid-Jemen · Zuid-Korea · Zweden · Zwitserland